# Bertrand Grell
Bertrand Grell, conosciuto anche con il nome Robert (Fyzabad, 22 agosto 1944), è un ex calciatore trinidadiano, di ruolo attaccante e centrocampista.

## Carriera

### Club
Grell inizia la carriera in patria con il Forest Reserve. Nel 1968 si trasferisce negli Stati Uniti d'America per militare con l'Atlanta Chiefs, con cui vince la prima edizione della NASL, pur non giocando alcun incontro.
Nello stesso anno passa al Washington Darts, con cui vince l'American Soccer League 1968. Bissa il successo nella ASL anche la stagione seguente. Dalla stagione 1970 Grell con i suoi Darts milita nella NASL, raggiungendone la finale, persa contro i Rochester Lancers. Grell giocò entrambe le finali, di cui quella di ritorno da titolare.
La stagione 1971 fu invece conclusa al terzo posto della Southern Division.
Nel 1974 è in forza al Washington Diplomats, in cui ottiene il quarto e ultimo posto nella Eastern Division della NASL 1974 e la stagione seguente il terzo.

### Nazionale
Grell giocò con la nazionale di calcio di Trinidad e Tobago e nel 1965 fu tra i convocati per il torneo "Independence Football Festival", disputato a Kingston, Giamaica.

## Statistiche

### Cronologia presenze e reti in Nazionale
| Cronologia completa delle presenze e delle reti in nazionale ― Trinidad e Tobago | Cronologia completa delle presenze e delle reti in nazionale ― Trinidad e Tobago | Cronologia completa delle presenze e delle reti in nazionale ― Trinidad e Tobago | Cronologia completa delle presenze e delle reti in nazionale ― Trinidad e Tobago | Cronologia completa delle presenze e delle reti in nazionale ― Trinidad e Tobago | Cronologia completa delle presenze e delle reti in nazionale ― Trinidad e Tobago | Cronologia completa delle presenze e delle reti in nazionale ― Trinidad e Tobago | Cronologia completa delle presenze e delle reti in nazionale ― Trinidad e Tobago |
| Data                                                                             | Città                                                                            | In casa                                                                          | Risultato                                                                        | Ospiti                                                                           | Competizione                                                                     | Reti                                                                             | Note                                                                             |
| -------------------------------------------------------------------------------- | -------------------------------------------------------------------------------- | -------------------------------------------------------------------------------- | -------------------------------------------------------------------------------- | -------------------------------------------------------------------------------- | -------------------------------------------------------------------------------- | -------------------------------------------------------------------------------- | -------------------------------------------------------------------------------- |
| 18-1-1967                                                                        | Kingston                                                                         | Giamaica                                                                         | 1 – 1                                                                            | Trinidad e Tobago                                                                | Qual. Campionato CONCACAF 1967                                                   | -                                                                                |                                                                                  |
| 30-11-1969                                                                       | San José                                                                         | Giamaica                                                                         | 2 – 3                                                                            | Trinidad e Tobago                                                                | Qual. Campionato CONCACAF 1969                                                   | -                                                                                |                                                                                  |
| 4-12-1969                                                                        | San José                                                                         | Costa Rica                                                                       | 5 – 0                                                                            | Trinidad e Tobago                                                                | Qual. Campionato CONCACAF 1969                                                   | -                                                                                |                                                                                  |
| 7-12-1969                                                                        | San José                                                                         | Messico                                                                          | 0 – 0                                                                            | Trinidad e Tobago                                                                | Qual. Campionato CONCACAF 1969                                                   | -                                                                                |                                                                                  |
| Totale                                                                           |                                                                                  | Presenze                                                                         | 4                                                                                |                                                                                  | Reti                                                                             | 0                                                                                |                                                                                  |

## Palmarès
- Campionato NASL: 1

Atlanta Chiefs: 1968
- American Soccer League: 2

Washington Darts: 1968, 1969